# Liste des sénateurs belges (législature 1932-1936)
Pour les articles homonymes, voir Liste des sénateurs belges.

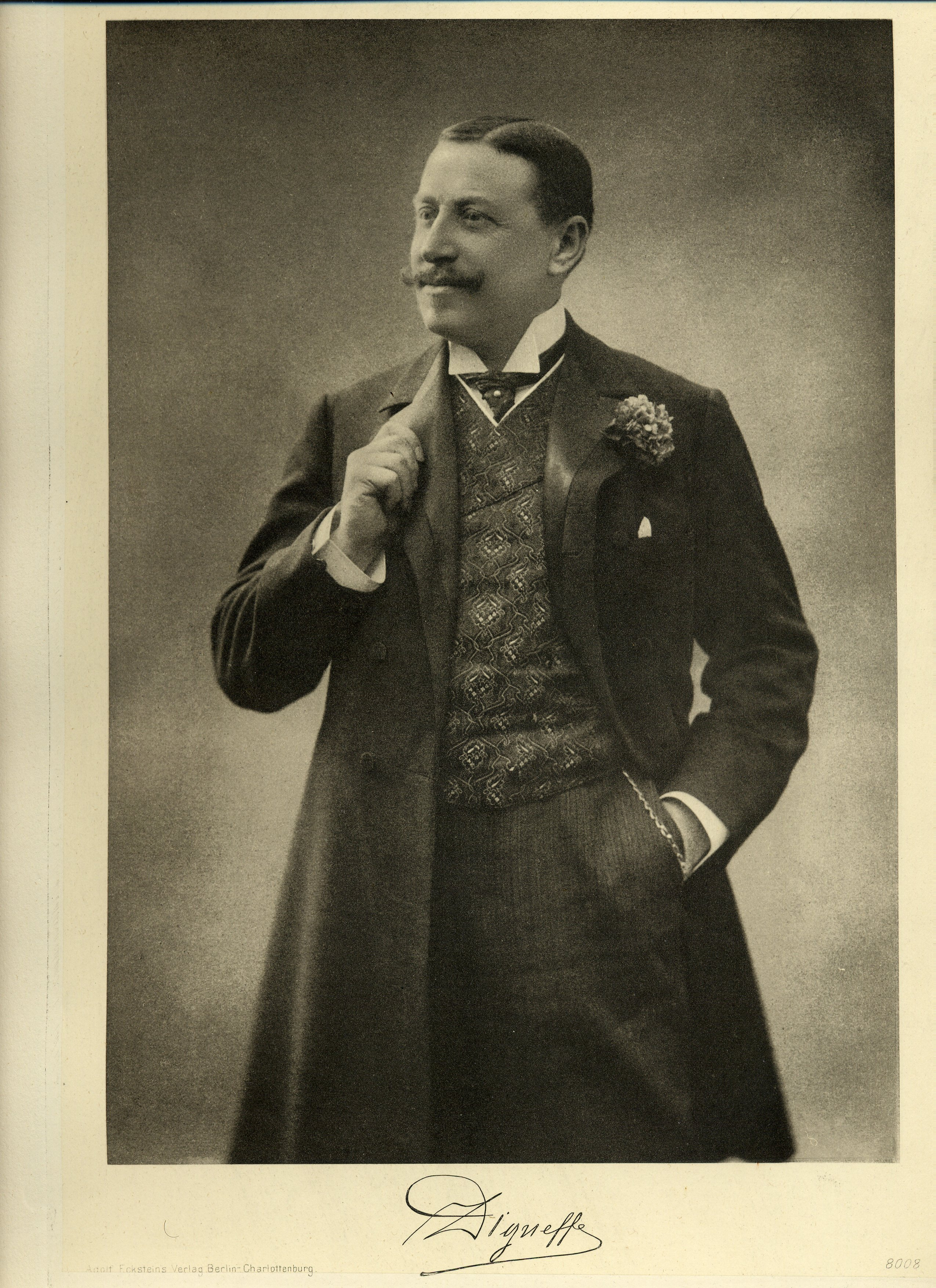
Émile Digneffe, président du Sénat

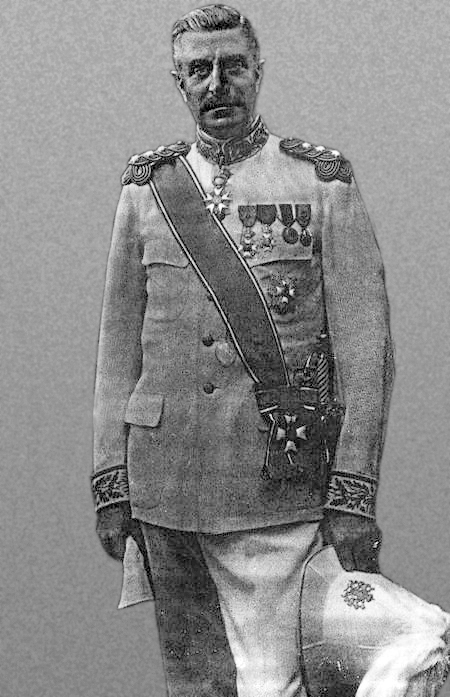
le comte Lippens, président du Sénat

Liste des sénateurs pour la législature 1932-1933 en Belgique, à la suite des élections législatives (par ordre alphabétique).

## Président
- Maurice Auguste Lippens (13.11.34) remplace Émile Digneffe

## Membres

### De droit
- S.A.R. Mgr. le Prince Léopold de Belgique

### Élus
1. Aimé Becelaere (arr.Bruges)
2. Vicomte Paul Berryer (arr.Liège)
3. Gaston Bossuyt (arr.Courtrai-Ypres)
4. Braconnier (arr.Charleroi-Thuin) (+1936) remplacé par Cambier
5. Jan Breugelmans (arr.Turnhout)
6. Emile Calonne (arr.Tournai-Ath)
7. Albert Carnoy (arr.Bruxelles) (démissionne en 1935)
8. Chevalier Paul Cartuyvels (arr.Hasselt-Tongres-Maaseik)
9. Robert Catteau (arr.Bruxelles)
10. Leon Coenen (arr.Bruxelles)
11. Joseph Coole (arr.Courtrai-Ypres)
12. Auguste Criquelion (arr.Tournai-Ath)
13. Paul Crokaert (arr.Bruxelles)
14. Georges Croquet (arr.Charleroi-Thuin)
15. Hector Cuelenaere (arr.Gand-Eeklo)
16. Remy Damas (arr.Liège) (+ 15.12.1932) remplacé par François Logen
17. comte Louis de Brouchoven de Bergeyck (arr.Termonde-Saint-Nicolas)
18. Jan-Jozef De Clercq (arr.Anvers)
19. Joseph De Clercq (arr.Audenarde-Alost), questeur
20. baron René de Dorlodot (arr.Charleroi-Thuin)
21. Jozef De Graeve (arr.Gand-Eeklo) (+ 8.08.1934) remplacé 13.11.1934 par Achilles De Roo
22. baron Henri de Kerchove d'Exaerde (arr.Gand-Eeklo)
23. comte Henri de la Barre d'Erquelinnes (arr.Mons-Soignies)
24. Fernand Demets (arr.Bruxelles)
25. baron David de Mévius (arr.Namur-Dinant-Philippeville) (+ 8.05.1936)
26. baron Joseph de Moffarts (arrts. du Luxembourg)
27. Demoulin (arr.Charleroi-Thuin)
28. Guillaume-Ghislain De Nauw (arr.Audenarde-Alost)
29. Léon Dens (arr.Anvers)
30. Albert de Savoye (arr.Mons-Soignies)
31. Albert de Spot (arr.Furnes-Dixmude-Ostende)
32. chevalier Charles Dessain (arr.Turnhout)
33. baron Léon de Steenhault de Waerbeeck (arr.Bruxelles)
34. Henri Dewaele (arr.Roulers-Tielt)
35. baron Albert d'Huart (arr.Namur-Dinant-Philippeville), 3e vice-président
36. Octave Dierckx[1] (arr.Bruxelles)
37. Émile Digneffe (arr.Liège), président
38. Henry Disière (arr.Namur-Dinant-Philippeville)
39. Oscar Doublet (arr.Mons-Soignies) (+ 16.7.1934) remplacé par Alexandre Spreutel
40. baron François du Four (arr.Turnhout)
41. Gustaaf Eylenbosch (arr.Gand-Eeklo)
42. François (arr.Charleroi-Thuin)
43. baron Charles Gillès de Pélichy (arr.Roulers-Tielt)
44. Jules Hans (arr.Nivelles)
45. Valère Hénault (arr.Liège) (+ 17.05.1935)
46. Ernest Hennejonck (arr.Courtrai-Ypres)
47. Gabriël Hicguet (arr.Namur-Dinant-Philippeville), questeur (+ 24.10.1935) remplacé 12.11.1935 par Léon Sasserath
48. baron Maurice Houtart (arr.Tournai-Ath)
49. Alphonse Huisman-van den Nest (arr.Bruxelles), secrétaire
50. Alfred Laboulle(nl) (arr.Liège)
51. Pierre Lalemand (arr.Bruxelles)
52. Joseph Lebeau (arr.Huy-Waremme)
53. Simon Lindekens (arr.Hasselt-Tongres-Maaseik)
54. Maurice Auguste Lippens (arr.Gand-Eeklo)
55. Henri Longville (arr.Anvers)
56. Jean Mahieu (arr.Roulers-Tielt)
57. Léon Matagne (arr.Charleroi-Thuin), secrétaire
58. baron Georges Meyers (nl) (arr.Hasselt-Tongres-Maaseik)
59. Emile Misson (arrts. du Luxembourg)
60. Mousty (arr.Charleroi-Thuin) (+18.03.1936) remplacé 24.3.1936 par Émile Chaudron
61. Gilbert Mullie (arr.Courtrai-Ypres)
62. Joseph Nihoul (arr.Huy-Waremme)
63. Ernest Nolf (arr.Anvers) (+ 23.3.1933) remplacé le 29.03.1933 par Emmanuel Temmerman)
64. Henri Ohn (arr.Verviers)
65. Félix Paulsen (arr.Bruxelles) (+9.02.1934) remplacé 14.02.1934 par Justin Houben
66. François Quinchon (arr.Mons-Soignies)
67. Alfred Raport (arr.Louvain)
68. Marius Renard (arr.Bruxelles)
69. Édouard Ronvaux (arr.Namur-Dinant-Philippeville)
70. vicomte Alfred Simonis (arr.Verviers)
71. Joseph Smets (arr.Hasselt-Tongres-Maaseik)
72. Jos Smits (arr.Anvers)
73. Guillaume Solau (arr.Bruxelles)
74. Piet Somers (arr.Anvers) (jusque 22.02.1933) remplacé 28.2.1933 par Edouard Van Eyndonck
75. Léon Thienpont (arr.Audenarde-Alost)
76. Charles Van Belle (arr.Liège), questeur
77. Louis Van Berckelaer (arr.Anvers)
78. Désiré Vandemoortele (arr.Louvain)
79. Gomar Vandewiele (arr.Audenarde-Alost)
80. Pierre Van Fleteren (nl) (arr.Termonde-Saint-Nicolas)
81. François Van Herck (arr.Nivelles)
82. Victor Van Hoestenberghe (nl) (arr.Bruges)
83. Joseph Van Roosbroeck (arr.Turnhout), secrétaire
84. Franciscus Van Schoor(nl) (arr.Termonde-Saint-Nicolas)
85. Albéric Van Stappen (arr.Termonde-Saint-Nicolas) (+24.05.1934) remplacé 30.5.1934 par Alfons Hebbinckuys
86. Edouard Van Vlaenderen (arr.Furnes-Dixmude-Ostende)
87. baron Joseph van Zuylen (arr.Liège) devient sén. provincial, remplacé 19.12.1932 par Joseph Hanquet
88. Alfons Verbist (arr.Turnhout)
89. Rudolf Vercammen (arr.Gand-Eeklo)
90. Louis Verheyden (arr.Louvain)
91. Vincent Volckaert (arr.Mons-Soignies), questeur
92. Victor Waucquez (arr.Bruxelles)

### Provinciaux
- Georges Barnich
- Léopold Beosier (+2.11.1935) remplacé 3.12.1935 par Henri La Fontaine
- Louis Bernard
- Baron Pol-Clovis Boël libéral
- René Branquart (+12.06.1936) socialiste
- Jules Casterman socialiste
- Edmond Claessens
- Edouard Claessens
- Daniel Clesse
- Alfred Danhier socialiste
- baron Henry Delvaux de Fenffe, questeur
- Adolphe Demets
- Edmond Depontieu
- Hector de Sélys Longchamp
- Pierre Forthomme[2]
- Gustaaf Gabriël (nl)
- Robert Godding
- Paul Henricot
- Armand Huysmans (+ 31.10.1935) remplacé 3.12.1935 par Marcel Loumaye
- Edouard Janssens
- Guillaume Joachim
- Camille Lammertijn
- Joseph Lantmeeters (nl)
- Hector Lebon, secrétaire (+27.10.1935) remplacé par Bernaerts
- Octave Leduc libéral (+29.04.1934) remplacé 5.06.1934 par Gustave Debersé catholique
- Léon Legrand
- Jules Lekeu socialiste (+ 12.3.1933) remplacé par DrGeorges Goffin
- Daniël Leyniers, secrétaire
- Baptiste Molet (ou Mollet), socialiste
- Romain Moyersoen
- Étienne Orban de Xivry
- Robert Petitjean, démissionnaire en 1934, remplacé 15.05.1934 par Lucien Beauduin
- Gaston Philips
- Hubert Pierlot[3]
- Joseph Rutten
- Frans Toch
- Joseph Van Cauwenbergh
- Alfons Van Coillie(nl)
- Hubert Van de Weerd
- Cyrille Van Overbergh, 2e vice-président
- baron Joseph van Zuylen (àpd 19.12.1932)
- Jozef Verachtert
- Arthur Verbrugge
- Emile Vinck, 1er vice-président

### cooptés
- Joseph Bologne socialiste
- Pieter-Jan Broekx(nl) catholique
- Victor Carpentier libéral
- Comte Charles de Broqueville catholique [4]
- Prosper De Bruyn socialiste
- Pierre Diriken socialiste
- duc Robert d'Ursel catholique
- Alphonse Ferminne catholique
- Robert Gillon libéral
- Jules Ingenbleek libéral [5] (démissionne[6] en 1935, remplacé 3.12.1935 par Paul-Émile Janson
- Arthur Jauniaux socialiste
- Arthur Ligy, catholique, secrétaire
- Georges Limage catholique
- Auguste Mattagne catholique
- Corneille Mertens socialiste
- Henri Rolin socialiste
- Père Georges Rutten catholique
- Paul Segers catholique
- Mme Marie Spaak socialiste
- Paul Tschoffen catholique [7]
- August Vermeylen socialiste
- Arthur Wauters socialiste

### greffier
- vicomte René de Biolley